# Piórkiem i węglem
Piórkiem i węglem – cykliczny, polski program telewizyjny wyprodukowany przez Telewizję Polską i prowadzony przez prof. Wiktora Zina.
Gościł na antenie co dwa tygodnie, poczynając od roku 1963 przez blisko 30 lat. Program polegał na tym, że prowadzący przybliżał widzom osiągnięcia architektury polskiej i zagranicznej, ilustrując jednocześnie wykład rysunkami węglem.
W filmie pt. Mysz (film) z 1979 jeden z uczniów w klasie szkolnej parodiuje postać Wiktora Zina znaną z audycji Piórkiem i węglem.
Do 2010 program ten był nadawany jeszcze przez oddział regionalny TVP w Lublinie. W 2018  archiwalne wydania przypomniał kanał TVP Kultura.